# Pomiana Camacho de Figueredo
Pomiana Camacho de Figueredo (Vélez, República de la Nueva Granada, 1841-Bogotá, Colombia, 21 de marzo de 1889) fue una escritora colombiana.
Reconocida por ser de las primeras mujeres colombianas en publicar un libro, Camacho fue una habitual de los círculos literarios, propios de las clases altas de la época. En 1873 publicó la novela Escenas de nuestra vida: Bogotá, cuyo único ejemplar se conserva en la Biblioteca Luis Ángel Arango. Junto, con escritoras de otras ciudades como  Waldina Dávila, de Neiva, Priscila Herrera de Núñez, de Riohacha, entre otras, fue una de las más destacadas, estando Camacho radicada en Bogotá. Entre sus hijos se encuentra Zenón Figueredo, militar que combatió y murió en la Guerra de los Mil Días, murió en Bogotá el 21 de marzo de 1889, a los 48 años.

## Obras
- Escenas de nuestra vida: Bogotá (1873)